# قصة ستراتون (فلم)
قصة ستراتون (بالإنجليزية: The Stratton Story) هو فيلم دراما تم إنتاجه في الولايات المتحدة وصدر في سنة 1949.

## بطولة
- جيمس ستيوارت

## الميزانية والإيرادات
بلغت تكلفة إنتاج الفيلم حوالي 1,771,000 دولار بينما حقق أرباحا تقدر بـ 4,488,000 دولار.

### ترشيحات وجوائز
| السنة | الحدث          | الفئة    | النتيجة  |
| ----- | -------------- | -------- | -------- |
|       | جائزة الأوسكار | أفضل قصة | فـــــوز |

## وصلات خارجية
- مقالات تستعمل روابط فنية بلا صلة مع ويكي بيانات